# 白崖（丙）遗址
白崖（丙）遗址，位于中国青海省互助县威远镇白崖村，为第四批青海省文物保护单位，公布日期为1986年5月27日，类型为古遗址。
白崖（丙）遗址的历史年代为唐汪式。